# Rade b. Rendsburg
Pour les articles homonymes, voir Rade (homonymie).
Rade b. Rendsburg (c.-à-d. Rade bei Rendsburg, « Rade-près-Rendsburg ») est une municipalité allemande située dans le land du Schleswig-Holstein et dans l'arrondissement de Rendsburg-Eckernförde. En 2015, sa population est de 208 habitants.